# Дон Левер
Дон Левер (англ. Don Lever, нар. 14 листопада 1952, Тіммінс) — колишній канадський хокеїст, що грав на позиції крайнього нападника. Грав за збірну команду Канади.
Провів понад тисячу матчів у Національній хокейній лізі. 

## Ігрова кар'єра
Хокейну кар'єру розпочав 1969 року.
1972 року був обраний на драфті НХЛ під 3-м загальним номером командою «Ванкувер Канакс». 
Протягом професійної клубної ігрової кар'єри, що тривала 16 років, захищав кольори команд «Ванкувер Канакс», «Атланта Флеймс», «Калгарі Флеймс», «Колорадо Рокіз», «Нью-Джерсі Девілс» та «Баффало Сейбрс».
Загалом провів 1050 матчів у НХЛ, включаючи 30 ігор плей-оф Кубка Стенлі.
Виступав за національну збірну Канади.

## Тренерська кар'єра
Асистент головного тренера «Баффало Сейбрс» 1987—1989 та 1992—2002.
Головний тренер клубу АХЛ «Рочестер Американс» 1990—1992.
Асистент головного тренера «Сент-Луїс Блюз» 2002—2004.
Головний тренер клубу АХЛ «Гамільтон Булдогс» 2005—2008.
Асистент головного тренера «Монреаль Канадієнс» 2008—2009.

## Нагороди та досягнення
Як гравець
- Учасник матчу усіх зірок НХЛ — 1982.

Як тренер
- Володар Кубка Колдера — 2007.

## Статистика
| Сезон        | Клуб                   | Ліга         | Регулярний сезон | Регулярний сезон | Регулярний сезон | Регулярний сезон | Регулярний сезон | Плей-оф | Плей-оф | Плей-оф | Плей-оф | Плей-оф |
| Сезон        | Клуб                   | Ліга         | І                | Г                | П                | О                | ШХ               | І       | Г       | П       | О       | ШХ      |
| ------------ | ---------------------- | ------------ | ---------------- | ---------------- | ---------------- | ---------------- | ---------------- | ------- | ------- | ------- | ------- | ------- |
| 1969–70      | «Ніагара Фоллс Флаєрс» | ОХЛ          | 2                | 0                | 1                | 1                | 4                | —       | —       | —       | —       | —       |
| 1970–71      | «Ніагара Фоллс Флаєрс» | ОХЛ          | 59               | 35               | 36               | 71               | 112              | —       | —       | —       | —       | —       |
| 1971–72      | «Ніагара Фоллс Флаєрс» | ОХЛ          | 69               | 61               | 65               | 126              | 69               | —       | —       | —       | —       | —       |
| 1972–73      | «Ванкувер Канакс»      | НХЛ          | 78               | 12               | 26               | 38               | 49               | —       | —       | —       | —       | —       |
| 1973–74      | «Ванкувер Канакс»      | НХЛ          | 78               | 23               | 25               | 48               | 28               | —       | —       | —       | —       | —       |
| 1974–75      | «Ванкувер Канакс»      | НХЛ          | 80               | 38               | 30               | 68               | 49               | 5       | 0       | 1       | 1       | 4       |
| 1975–76      | «Ванкувер Канакс»      | НХЛ          | 80               | 25               | 40               | 65               | 93               | 2       | 0       | 0       | 0       | 0       |
| 1976–77      | «Ванкувер Канакс»      | НХЛ          | 80               | 27               | 30               | 57               | 28               | —       | —       | —       | —       | —       |
| 1977–78      | «Ванкувер Канакс»      | НХЛ          | 75               | 17               | 32               | 49               | 58               | —       | —       | —       | —       | —       |
| 1978–79      | «Ванкувер Канакс»      | НХЛ          | 71               | 23               | 21               | 44               | 17               | 3       | 2       | 1       | 3       | 2       |
| 1979–80      | «Ванкувер Канакс»      | НХЛ          | 51               | 21               | 17               | 38               | 32               | —       | —       | —       | —       | —       |
| 1979–80      | «Атланта Флеймс»       | НХЛ          | 28               | 14               | 16               | 30               | 4                | 4       | 1       | 1       | 2       | 0       |
| 1980–81      | «Калгарі Флеймс»       | НХЛ          | 62               | 26               | 31               | 57               | 56               | 16      | 4       | 7       | 11      | 20      |
| 1981–82      | «Калгарі Флеймс»       | НХЛ          | 23               | 8                | 11               | 19               | 6                | —       | —       | —       | —       | —       |
| 1981–82      | «Колорадо Рокіз»       | НХЛ          | 59               | 22               | 28               | 50               | 20               | —       | —       | —       | —       | —       |
| 1982–83      | «Нью-Джерсі Девілс»    | НХЛ          | 79               | 23               | 30               | 53               | 68               | —       | —       | —       | —       | —       |
| 1983–84      | «Нью-Джерсі Девілс»    | НХЛ          | 70               | 14               | 19               | 33               | 44               | —       | —       | —       | —       | —       |
| 1984–85      | «Нью-Джерсі Девілс»    | НХЛ          | 67               | 10               | 8                | 18               | 31               | —       | —       | —       | —       | —       |
| 1985–86      | «Рочестер Американс»   | АХЛ          | 29               | 6                | 11               | 17               | 16               | —       | —       | —       | —       | —       |
| 1985–86      | «Баффало Сейбрс»       | НХЛ          | 29               | 7                | 1                | 8                | 6                | —       | —       | —       | —       | —       |
| 1986–87      | «Рочестер Американс»   | АХЛ          | 57               | 29               | 25               | 54               | 69               | 18      | 4       | 3       | 7       | 14      |
| 1986–87      | «Баффало Сейбрс»       | НХЛ          | 10               | 3                | 2                | 5                | 4                | —       | —       | —       | —       | —       |
| Усього в НХЛ | Усього в НХЛ           | Усього в НХЛ | 1,020            | 313              | 367              | 680              | 593              | 30      | 7       | 10      | 17      | 26      |